# Guglielmo I di Ceva
Guglielmo I di Ceva (prima del 1170 – prima del 1222/1224) fu il primo marchese di Ceva.

## Biografia

### Origini
Le origini e la discendenza dei marchesi di Ceva non sono chiare e delineate a causa della rada e dispersa documentazione.
Il ramo aleramico di Ceva e di Clavesana ebbe come capostipite Bonifacio del Vasto. Erede delle terre aleramiche e arduiniche nel Piemonte meridionale e Liguria, egli presenta nel suo testamento del 1125 diversi figli, tra cui Anselmo, il cui nome è il quarto presentato: inizialmente i figli condivisero l'eredità paterna. Anselmo non risulta direttamente marchese di Ceva e Clavesana, come supposto dalla vecchia storiografia, ma si deduce l'affidamento di questi due territori dalle successive divisioni successori dei suoi due figli, Guglielmo, a cui andò Ceva, e Bonifacio, a cui andò Clavesana: questi risultano pertanto i primi marchesi di queste due località.

### Marchese di Ceva
Guglielmo risulta "marchio de Ceva" o "marchio Ceve", «titolo che pone questa località al centro del suo dominio politico-economico concentrato sulla parte piemontese e arduinica del patrimonio familiare», mentre a Bonifacio andò Clavesana e la sua zona limitrofa, oltre che i domini liguri fino ad Albenga, in Liguria, pur mantenendo entrambi interessi nelle rispettive aree, evidenziando una separazione patrimoniale e politica non netta.
Guglielmo entra nella documentazione per la prima volta nel 1170, che compare con il fratello in una convenzione con il comune di Albenga, in cui i due sono definite marchesi, senza indicazioni di una suddivisione territoriale netta dei due. Il 20 marzo 1188, nella chiesa di San Pietro di Savona, Guglielmo giurò il cittadinatico nella mani dei consoli locali, impegnandosi a comprare casa nella città e ad aiutarla contro i suoi nemici, specie Noli: ciò avveniva anche nel contesto delle tensioni con i parenti marchesi del Bosco e di Ponzone, a loro volta cives savonesi, chiedendo la mediazione del Comune. Egli risulta anche legato ad Albenga, città del sotto il dominio del fratello.
Gli accordi sopra esposti permise a Guglielmo di concentrarsi a nord dei suoi domini, cercando di contrastare la politica espansionistica di Asti, specie quando Guglielmo ereditò i possedimenti dello zio Bonifacio di Cortemilia nel comitato di Loreto. Asti però era troppo forte dovette sottomettersi: il 27 maggio 1190, Asti costrinse quindi a Guglielmo di cedere alla città il dominio su Montezemolo e Murialdo: i due domini gli furono riconcessi in feudo (feudo oblato), ma i loro abitanti e milites avrebbero dato priorità alla fedeltà ad Asti e poi al marchese; in aggiunta, il marchese avrebbe ceduto i beni ereditati da Bonifacio da Cortemilia, per poi nuovamente vederseli reinvestiti. Quest'ultimo avrebbe a sua volta giurato fedeltà ad Asti e concesso ai suoi abitanti l'esenzione del dazio; inoltre fu costretto al cittadinatico e costretto a comprare una casa in città e pagato un fodro per un estimo di 300 lire. Inoltre avrebbe dovuto risiedere in città per almeno 2 mesi all'anno con due compagni in tempo di pace e, in caso di ostilità, sarebbe stato costretto a risiedervi fino alla cessazione delle ostilità con dieci cavalieri. Ogni anno per un mese, inoltre, avrebbe partecipato all'esercito civico con dieci cavalieri e ben duecento fanti a spese sue e del Comune, ma, in contralto, la città avrebbe messo a disposizione, sempre per un mese all'anno, venti cavalieri e duecento fanti. L'anno seguente, nel 1191, il parente e marchese di Saluzzo Manfredo I, fu anch'esso costretto a giurare fedeltà alla città e a cedere, poi vedersi restituire in feudo, Saluzzo, Romanisio e Castiglione Falletto.
In ogni caso, la sottomissione ripagò in qualche modo il marchese di Ceva, tanto che nel 1191 risulta podestà di Asti, anche se fu un atto «isolato e non testimonia un pineo inserimento dei Ceva nel mondo comunale», e non tentò di inserirsi nel gruppo dirigente astigiano, agendo autonomamente in contrappeso al potere astigiano. In tale contesto va inserito il patto (a carattere per lo più militare) del 12 agosto 1194 tra Guglielmo, il fratello Bonifacio di Clavesana e il Comune di Alba, retta dall'astigiano Rolando Balbo: i due fratelli giurarono il cittadinatico, comprando casa nella città dal valore di 60 lire e a pagare le tasse per un ammontare di 260 lire e impegnandosi reciprocamente a fornire dieci cavalieri e duecento fanti. Alba infatti ambiva ad opporsi al potere astigiano alleandosi con i vari rami aleramici, e per questo in questa alleanza entrò anche il marchese di Saluzzo già citato. In ogni caso, il rapporto tra Asti e Guglielmo non ne soffrì, dato che nel 1197 risulta amico della città quando essa si alleò con il Comune di Alessandria. Come Alba, probabilmente il marchese di Ceva rimase neutrale nell'attacco che venne scagliato contro il parente e marchese del Monferrato Bonifacio I da parte di Asti, Alessandria e Vercelli.
L'8 marzo 1202 Guglielmo si alleò con Ottone, suo parente e marchese del Carretto, e Obizzone de Osa, podestà di Alessandria, giurando il cittadinatico al Comune retto da quest'ultimo e comprando una casa dal valore di 200 lire, impegnandosi nella guerra contro Acqui, promettendo a sua volta di non fondare villaggi oltre Santo Stefano Belbo e Bistagno. In tale occasione, questi marchesi vantano di essere alleati dell'imperatore, di Genova e di Alba. Il 24 aprile, Guglielmo ratifica l'accordo, aggiungendo però fra le eccezioni in una clausola segreta Albenga, Asti e la neonata Mondovì e altri soggetti amici. Nel giugno del 1204, Guglielmo fiancheggia Asti in un patto con il Comune di Mondovì, ma Il 3 settembre dello stesso anno Guglielmo svela le carte e si schiera, assieme al Comune di Alba e i parenti marchesi di Saluzzo, retto da Manfredo I, del Monferrato, retto da Bonifacio, di Clavesana, retta da fratello Bonifacio, del Carretto, retto da Ottone, di Busca, retto da Berengario e i signori dell'Astisio contro Asti, Cuneo e Mondovì (di cui, nel 1200, il figlio di Guglielmo, Anselmo "il Molle", era stato podestà). Il vescovo di Asti Bonifacio I, nemico del Comune della sua città, risulta amico dei marchesi di Ceva, tanto che nel 1205 risulta nel marchesato, ove fa diverse donazioni alla certosa di Casotto. In ogni caso, il conflitto non scoppiò e nei due decenni del 1200 i marchesi risultano in pace, grazie all'alleanza con Alba e Alessandria facente capo a Milano, mentre i comuni liguri, meno potenti, poco interessate all'entroterra e legati da solide reti di amicizia tessuta decenni prima, non costituirono mai una minaccia.
Guglielmo e il fratello Bonifacio risultano nuovamente insieme nel 1204, ultimo atto in cui entrambi risultano viventi, in cui i due fratelli, assieme ad Ottone ed Enrico del Carretto, esentano l'abbazia di Casanova dai loro pedaggi sui loro territori, situati, come già detto, nei luoghi di transito cruciali tra Liguria e Piemonte meridionale. Il 10 marzo 1210 a Ceva viene stipulata un'alleanza tra Alba e Albenga. Nel 1212 risulta l'esistenza di un palacium marchionale, in cui Guglielmo riceve 100 lire dal priore di Casotto; questo simbolo monumentale di potenza dinastica sarebbe giustificata da un'effettiva preminenza politica locale sui signori circostanti: ad esempio nel 1211 Ottone di Carassone dovette chieder l'autorizzazione a Guglielmo e ai figli Guglielmo II e Manuele per cedere un suo castagneto alla certosa di Casotto.
Nel frattempo Guglielmo puntò ad un'espansione ad ovest, nel Piemonte sud-occidentale, a discapito dei marchesi di Saluzzo, suoi parenti, politica culminante con l'acquisizione di Boves: tale insediamento era stato ceduto nel 1212 dal marchese di Busca Manfredi Lancia al vescovo di Asti Guidotto in permuta di alcuni beni di Bene Vagienna, il quale a sua volta lo diede in feudo ad un ormai anziano Guglielmo il 5 maggio 1214 in cambio delle permuta dei suoi beni e diritti a Pamparato e del servizio di dieci cavalieri ogni anno e a patto di non lasciare Boves e San Michele ad un solo figlio ma a tutti gli eredi; Guglielmo quindi si dichiara fedele al vescovo e a Manfredi Lancia. Nel febbraio 1216 Guglielmo si alleò con il marchese del Monferrato entrando in conflitto con Enrico del Carretto, tutti inquadrati nell'alleanza con Alba: il marchese del Monferrato difendeva infatti Mombarcaro e Camerana, e Guglielmo mandò venti soldati per difendere quest'ultimo insediamento; a garanzia dell'alleanza, Guglielmo e i figli diedero in pegno i villaggi di Priero e Castellino, entrando però in conflitto con Alba, alleata di Enrico del Carretto e tecnicamente epicentro dell'alleanza di tutti i rami aleramici contro Asti: la pace con questa ebbe luogo nel novembre 1218, quando Guglielmo mandò il figlio Guglielmo II a giurare un nuovo cittadinatico, che divenne più stringente rispetto a vent'anni prima e in tale atto Borgo San Dalmazzo e Bene Vagienna appaiono come alleate del marchese. I marchesi di Ceva tornarono quindi nel quadro dell'alleanza con Alba e i loro frequenti soggiorni lo testimoniano, come quello del maggio del 1219, in cui Guglielmo I appare come testimone nel trattato tra la città ed Enrico del Carretto. Nello stesso anno Guglielmo è citato negli Annales Ianuenses come combattente assieme alla città ed altri contro Ventimiglia: egli però, essendo anziano, non combatté direttamente e vi mandò un figlio non specificato.
Guglielmo I morì prima del 1222, anno in cui compaiono per la prima volta (eccetto Anselmo il Molle) i suoi figli in occasione della permuta di Boves ai signori di Mombasiglio in cambio di Mombasiglio stessa e del suo castello, donando il dominio eminente sul villaggio al vescovo di Asti Giacomo: questo trasferimento era dovuto al fatto che Boves era da essi ritenuta indifendibile in quanto lontano dai loro possedimenti principali, ai contrario di Mombasiglio, che ne era più vicina. Guglielmo appare però ancora menzionato nel 1224. Gli successero i figli, pur con la preminenza di Guglielmo II. 

## Famiglia e figli
Guglielmo si sposò con una donna dal nome sconosciuto. Essi ebbero:
- Anselmo "il Molle", che appare per la prima volta in un atto del 1197, in cui è mostrata un'ampia indipendenza rispetto al padre, dimostrando una sua precoce emancipazione; nel 1200 fu podestà di Monteregale (Mondovì), molto probabilmente nominato dal vescovo di Asti; risulta ancora vivente nel 1213 e probabilmente premorì al padre[1][3];
- Guglielmo II, marchese di Ceva[4];
- Manuele, marchese di Ceva († dopo il 12 giugno 1256[4]);
- Leone († prima del 1252[3]), marchese di Ceva e podestà di nomina imperiale di Alba nel 1243; ebbe ben quattro figli, tra cui Andrea, come risulta nel terzo cittadinatico con Alba del 1252, Guglielmo, Giacomino (detto Zapuccio) e Baldovino (sotto la tutela dello zio Giorgio), che nel 1254 risultano indebitati con il genovese Enrico di Negro; i tre fratelli si sottomisero a Carlo d'Angiò nel 1260;
- Bonifacio, marchese di Ceva († dopo l'11 novembre 1243[4]);
- Benedetto, marchese di Ceva († dopo l'11 novembre 1243[4]);
- Giorgio, marchese di Ceva († 1268[4]), il quale nel gennaio 1233, a nome suo e dei fratelli, promise al conte di Champagne Tebaldo IV di impedire il passaggio nei territori del marchesato di Ceva di Alice di Champagne, intenta a rivendicare a sorpresa la contea paterna a discapito della sorella Filippa; i marchesi misero a disposizione quaranta cavalieri e duecento fanti per catturarla, al soldo di 300 lire di denari di Genova, che sarebbero salite a 1000 marche d'argento in caso di cattura, circostanza che non ebbe luogo e Alice riuscì a raggiungere l la corte regia francese; ebbe come figlio da donna sconosciuta Giorgio II, detto il Nano;
- Sofia[5], che sposò Roberto de Laveno, procuratore e familiare regio, a fine anni quaranta al servizio di Beatrice di Provenza, professore di diritto e giustiziere di Terra del Lavoro nel 1267, che nel 1259 aveva guidato la conquista degli Angiò nel sud del Piemonte (il matrimonio fu molto precedente a questa espansione angioina); essi ebbero un figlio, Filippo, balivo di Digne nel 1269 e 1272, Giustiziere di Terra del Lavoro come il padre tra il 1279 e 1280, vicario di Roma nel 1281-82 e siniscalco di Provenza tra il 1285 e il 1288; padre e figlio costituirono nei primi tempi di dominazione angioina del Piemonte meridionale una piccola ma effimera signoria nella Val Tanaro.

La vecchia storiografia gli attribuiscono ben dieci figli, anche se, ogni caso, furono i soprannominati a tenere collettivamente le redini del marchesato, pur con una divisione in quote di potere tra fratelli.

## Ascendenza
|                      |   |                        | Genitori                 |  |  | Nonni |  |  | Bisnonni          |  |  | Trisnonni |  |
|                      |   |                        |                          |  |  |       |  |  | Teutone del Vasto |  |  | …         |  |
|                      |   |                        |                          |  |  |       |  |  | Teutone del Vasto |  |  | …         |  |
|                      |   | …                      |                          |  |  |       |  |  | Teutone del Vasto |  |  |           |  |
| Bonifacio del Vasto  |   |                        |                          |  |  |       |  |  | Teutone del Vasto |  |  |           |  |
|                      |   | Berta di Torino        | Olderico Manfredi II     |  |  |       |  |  |                   |  |  |           |  |
|                      |   | Berta di Torino        | Olderico Manfredi II     |  |  |       |  |  |                   |  |  |           |  |
|                      |   | Berta di Torino        | Berta di Milano          |  |  |       |  |  |                   |  |  |           |  |
| Anselmo              |   | Berta di Torino        |                          |  |  |       |  |  |                   |  |  |           |  |
|                      |   | Ugo I di Vermandois    | Enrico I di Francia      |  |  |       |  |  |                   |  |  |           |  |
|                      |   | Ugo I di Vermandois    | Enrico I di Francia      |  |  |       |  |  |                   |  |  |           |  |
|                      |   | Ugo I di Vermandois    | Anna di Kiev             |  |  |       |  |  |                   |  |  |           |  |
| Agnese di Vermandois |   | Ugo I di Vermandois    |                          |  |  |       |  |  |                   |  |  |           |  |
|                      |   | Adelaide di Vermandois | Erberto IV di Vermandois |  |  |       |  |  |                   |  |  |           |  |
|                      |   | Adelaide di Vermandois | Erberto IV di Vermandois |  |  |       |  |  |                   |  |  |           |  |
|                      |   | Adelaide di Vermandois | Adelaide di Valois       |  |  |       |  |  |                   |  |  |           |  |
| Guglielmo I di Ceva  |   | Adelaide di Vermandois |                          |  |  |       |  |  |                   |  |  |           |  |
|                      | … | …                      |                          |  |  |       |  |  |                   |  |  |           |  |
|                      | … | …                      |                          |  |  |       |  |  |                   |  |  |           |  |
|                      | … | …                      |                          |  |  |       |  |  |                   |  |  |           |  |
| …                    | … |                        |                          |  |  |       |  |  |                   |  |  |           |  |
|                      |   | …                      | …                        |  |  |       |  |  |                   |  |  |           |  |
|                      |   | …                      | …                        |  |  |       |  |  |                   |  |  |           |  |
|                      |   | …                      | …                        |  |  |       |  |  |                   |  |  |           |  |
| …                    |   | …                      |                          |  |  |       |  |  |                   |  |  |           |  |
|                      |   | …                      | …                        |  |  |       |  |  |                   |  |  |           |  |
|                      |   | …                      | …                        |  |  |       |  |  |                   |  |  |           |  |
|                      |   | …                      | …                        |  |  |       |  |  |                   |  |  |           |  |
| …                    |   | …                      |                          |  |  |       |  |  |                   |  |  |           |  |
|                      |   | …                      | …                        |  |  |       |  |  |                   |  |  |           |  |
|                      |   | …                      | …                        |  |  |       |  |  |                   |  |  |           |  |
|                      |   | …                      | …                        |  |  |       |  |  |                   |  |  |           |  |
|                      |   | …                      |                          |  |  |       |  |  |                   |  |  |           |  |